# Isla de Santo Tomé
Santo Tomé o Santo Tomás (en portugués: São Tomé) es la isla mayor de Santo Tomé y Príncipe. Esta isla y algunos islotes conforman la Provincia de Santo Tomé, que se divide en seis distritos. La isla se encuentra a 2 km al norte de la línea ecuatorial. Tiene 48 km de largo y 32 km de ancho. Su altura máxima es el Pico de Santo Tomé (2024 m) e incluye la capital del país, Santo Tomé, en la costa norte. La ciudad más cercana en el continente africano es la ciudad de Port Gentil en Gabón a 240 km al este.
Ecológicamente, la isla forma parte de la ecorregión denominada selva de tierras bajas de Santo Tomé, Príncipe y Annobón.
El idioma principal de la isla es el portugués, pero también hay hablantes de forro y angolar (Ngola), dos lenguas criollas del portugués.

## Rutas
- EN1 (Santo Tomé-Guadalupe-Neves-Lembá)
- EN2 (Santo Tomé-Monte Café)
- EN3 (Santo Tomé-Santana-Porto Alegre)

## Ciudades y lugares
- Santo Tomé
- Guadalupe
- Neves
- Porto Alegre
- Santana
- São João dos Angolares
- Trindade

## Distritos
- Água Grande
- Cantagalo
- Caué
- Lembá
- Lobata
- Me-Zochi

- Datos: Q233124
- Multimedia: São Tomé Island / Q233124